# بورکی شدلتسکیه
بورکی شدلتسکیه (به لهستانی:  Borki Siedleckie) یک روستا در لهستان است که در گمینا سوخوژبره واقع شده‌است.